# Desognaphosa tribulation
Desognaphosa tribulation là một loài nhện trong họ Trochanteriidae. Loài này phân bố ở Queensland.